# Splügenpas
De Splügenpas (Italiaans: Passo dello Spluga) is een op 2115 m hoogte gelegen bergpas die het Zwitserse Hinterrheintal met het Italiaanse Val San Giacomo verbindt.
De Splügenpas vormt de grens tussen de Oostelijke en de Westelijke Alpen. Ten oosten van de pas liggen de Raetische Alpen (deel van de Oostelijke Alpen); ten westen ervan liggen de Lepontische Alpen die doorgaans tot de Westelijke Alpen gerekend worden. De nabije San Bernardinopas, waarvan de Splügenpas een aftakking vormt, is iets lager en kent een belangrijkere verkeersfunctie dan de Splügenpas, voornamelijk door de aanwezigheid van de San Bernardinotunnel. De Splügenpas is een relatief hoge pas over de Europese waterscheiding (hier tussen Rijn in het noorden en Po in het zuiden), die hier gelijkloopt met de hoofdkam van de Alpen.

## Routebeschrijving
Vanuit het Zwitserse Splügen is de weg omhoog maar negen kilometer. Deze voert met snel opeenvolgende haarspeldbochten door een onbewoond zijdal. Vlak voor de pashoogte staat het Zwitserse douanekantoor. Iets verder ligt de daadwerkelijke pashoogte met uitzicht op de Schwärtzhorner links en Pizzo Tambo rechts. Na twee kilometer afdalen wordt het dorp Montespluga bereikt. Het ligt op 1908 meter hoogte en gewoonlijk is de pasweg 's winters tot hier geopend. Montespluga ligt aan het stuwmeer Lago di Montespluga waar in mei vaak nog een dik pak ijs op ligt. De verdere afdaling door het Val San Giacomo verloopt over een knap aangelegde weg die er niet altijd even degelijk uitziet. Het wegdek is af en toe erg smal en telt veel galerijen en tunnels. Bij Pianazzo slaat een weg af richting Madesimo, een belangrijk wintersportgebied. Verderop ligt op 1105 meter hoogte Campodolcino. Hierna wordt de weg beter en breder en loopt verder in het dal van het woeste Val San Giacomo. Hier enkele karakteristieke bergdorpen. Bij het stadje Chiavenna begint de route naar een andere bergpas, de Malojapas.

## Foto's

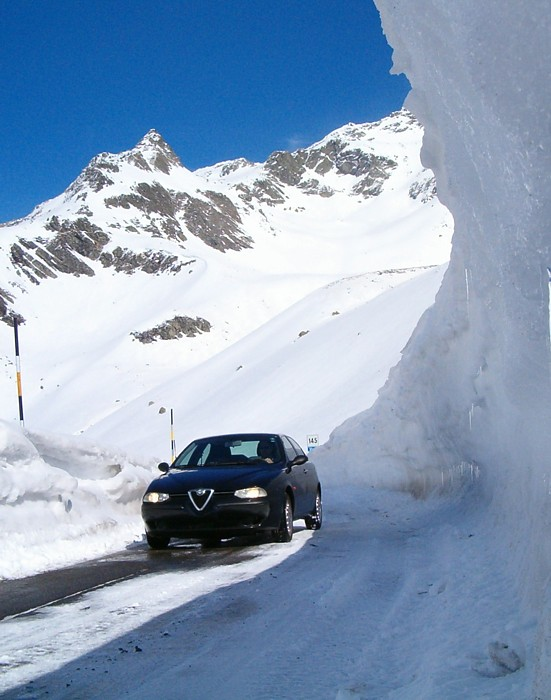
Begin mei...

Albrun · Albula · Alpe Gesero · Bernina · Brünig · Chasseral · Croix · Ferret · Flüela · Forclaz · Furka · Furggu · Gemmi · Glas · Glaubenberg ·  Glaubenbüelen · Gries · Grimsel · Grote Scheidegg · Grote St.-Bernhard · Gurnigel · Gueulaz · Jaun · Julier · Klausen · Kleine Scheidegg · Kunkel · Lenzerheidepas · Livigno · Lukmanier · Maloja · Moosalp · Morgins · Mosses · · Saanenmöser · Neggia · Nufenen · Oberalp · Ofen · Pillon · Planches · Pragel · San Bernardino · Sanetsch · Schallenberg · Simplon · Sint-Gotthard · Splügen · Susten · Umbrail · Vue des Alpes · Wolfgang
Agnello · Aprica · Assietta · Baremone · Brenner · Brocon · Cadibona · Capannelle · Campolongo · Costalunga · Croce Dominii · Cuvignone · Duran · Esischie · Falzarego · Fauniera · Fedaia · Finestre · Forcola di Livigno · Foscagno · Gardena · Gavia · Giau · Giogo di Bala · Grote Sint-Bernhard · Jaufen · Joux · Kleine Sint-Bernhard · Lavaze · Leonessa · Lombarda · Maddalena · Manghen · Maniva · Mendel · Montgenèvre · Mont-Cenis · Monte Cristo · Mortirolo · Nigra · Nivolet · Penser Joch · Platigliolepas · Pfitscherjoch · Plöcken · Pordoi · Pratoriscio · Predil · Presolana · Reschen · Rolle · Sampeyre · San Carlo · San Marco · San Pellegrino · San Zeno · Scale · Sella · Sestriere · Sommeiller · Splügen · Staller Sattel · Staulanza · Stelvio · Tenda · Timmelsjoch · Tonale · Tre Croci · Tremalzo · Umbrail · Val Bighera · Valcavera · Valles · Valparola · Via del Sale · Vivione · Würz